# Loose Shoes and Tight Pussy
Loose Shoes and Tight Pussy ist ein 1999 erschienenes Studioalbum des amerikanischen Musikers Alex Chilton. Es wurde zunächst auf einem französischen Label veröffentlicht, erst im Jahr 2000 auch in den USA, hier unter dem jugendfreien Titel Set.
Es besteht ausschließlich aus Coverversionen, zumeist von recht obskuren R&B-Songs der 1950er und 1960er Jahre, aber auch von Standards wie April in Paris und There Will Never Be Another You.

## Titelliste
1. I’ve Never Found a Girl (im Original von Booker T. Jones & Eddie Floyd)
2. Lipstick Traces (Benny Spellman)
3. Hook Me Up (Johnny Guitar Watson)
4. The Oogum Boogum Song (Brenton Wood)
5. If You’s a Viper (Stuff Smith)
6. I Remember Mama (Shirley Caesar)
7. April in Paris (E. Y. Harburg und Vernon Duke)
8. There Will Never Be Another You (Mack Gordon, Harry Warren)
9. Single Again (Gary Stewart)
10. You’ve Got a Booger Bear Under There (Ollie & the Nightingales)
11. Shiny Stockings (Frank Foster)
12. Goodnight My Love (John Marascalco, George Motola)

## Rezensionen
- New Musical Express: Loose Shoes And Tight Pussy. auf nme.com, 2000.
- Allmusic: Cliches/Loose Shoes and Tight Pussy. auf allmusic.com (Steve Leggett, 2005)
- Tiny Mix Tapes: 1999: Alex Chilton – Loose Shoes and Tight Pussy. auf tinymixtapes.com (Jason P. Woodbury, 2009)